# Marlon Maxey
Marlon Maxey, né le 19 février 1969 à Chicago (États-Unis), est un ancien joueur américain de basket-ball qui évoluait au poste d'intérieur (2,05 m).

## Biographie
Après avoir évolué pendant une quatre saisons en National Collegiate Athletic Association (NCAA), la première avec les Golden Gophers de l'université du Minnesota puis les trois suivantes avec les Miners de l'université du Texas à El Paso, il est sélectionné lors du deuxième tour de la Draft 1992 de la NBA par les Timberwolves du Minnesota. Avec cette franchise, il dispute deux saisons, pour un total de 98 rencontres dont cinq dans le cinq de départ. Il inscrit 4,9 points par rencontre, et capte 3,7 rebonds.
Il poursuit ensuite sa carrière en Europe, évoluant en Espagne, en Grèce, en France et en Turquie.

## Palmarès
- Finaliste du championnat de France en 2000 avec l'ASVEL